# Neocalyptis kimbaliana
Neocalyptis kimbaliana Razowski, 2005 è una falena appartenente alla famiglia Tortricidae, diffusa nel Borneo.